# موسیقی مسیحی معاصر

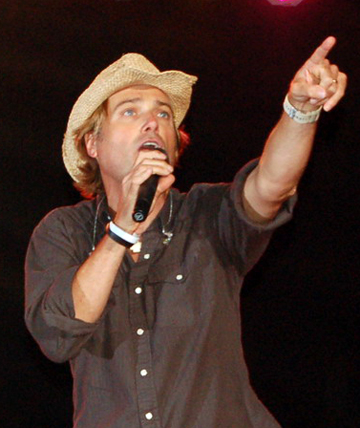
مایکل دبلیو اسمیت، از خوانندگان مشهور سبک مسیحی

موسیقی مسیحی معاصر (به انگلیسی: Contemporary Christian music) (CCM) گونه‌ای از موسیقی عامه پسند مدرن است که محتوای آن شامل باورهای مسیحی است. این گونه از موسیقی در طی ۲۰ سال اخیر رشد زیادی داشته و تعداد آلبوم‌های فروش رفته این سبک از ۳۳ میلیون در سال ۱۹۹۶ به ۴۴ میلیون نسخه در سال ۲۰۰ رسیده است.